# Berlin-Liga 2025/26
Die Saison 2025/26 wird die 34. Spielzeit der Berlin-Liga der Herren und die achtzehnte als sechsthöchste Spielklasse im Fußball in Deutschland sein. Sie ist die höchste Spielklasse des Berliner Fußball-Verbands.

## Teilnehmende Mannschaften
Diese 18 Mannschaften sind für die Berlin-Liga 2025/26 qualifiziert:
| ▼Absteiger aus der Oberliga Nordost 2024/25 |
| ------------------------------------------- |
| SC Staaken                                  |

| Mannschaften aus der Berlin-Liga 2024/25 | Mannschaften aus der Berlin-Liga 2024/25 | Mannschaften aus der Berlin-Liga 2024/25 |
| ---------------------------------------- | ---------------------------------------- | ---------------------------------------- |
| VSG Altglienicke II                      | Berliner SC                              | SC Charlottenburg                        |
| SV Empor Berlin                          | Fortuna Biesdorf                         | Frohnauer SC                             |
| Blau-Weiß Hohen Neuendorf                | TSV Mariendorf 1897                      | Polar Pinguin                            |
| Füchse Berlin Reinickendorf              | FSV Spandauer Kickers                    | SFC Stern 1900                           |
| Türkspor Berlin                          | 1. FC Wilmersdorf                        |                                          |

| ▲Aufsteiger aus der Landesliga 2024/25 | ▲Aufsteiger aus der Landesliga 2024/25 |
| Staffel 1                              | Staffel 2                              |
| -------------------------------------- | -------------------------------------- |
| TSV Rudow 1888                         | Blau-Weiß 90                           |
|                                        | SSC Südwest 1947                       |

Keine Mannschaften kommen aus den Bezirken Lichtenberg und Mitte.

## Saisonverlauf
Die Saison soll am 22. August 2025 mit der Begegnung Blau Weiß 90 gegen Polar Pinguin eröffnet werden. Vom 15. Dezember 2025 bis zum 12. Februar 2026 ist eine Winterpause vorgesehen. Der letzte Spieltag soll am 14. Juni 2026 stattfinden.

## Tabelle
| Pl.                     | Verein                      | Sp. | S | U | N | Tore    | Diff. | Punkte |
| ----------------------- | --------------------------- | --- | - | - | - | ------- | ----- | ------ |
| 1.                      | SC Staaken (A)              | 0   | 0 | 0 | 0 | 000:000 | ±0    | 0      |
| 2.                      | SFC Stern 1900              | 0   | 0 | 0 | 0 | 000:000 | ±0    | 0      |
| 3.                      | VSG Altglienicke II         | 0   | 0 | 0 | 0 | 000:000 | ±0    | 0      |
| 4.                      | 1. FC Wilmersdorf           | 0   | 0 | 0 | 0 | 000:000 | ±0    | 0      |
| 5.                      | Füchse Berlin Reinickendorf | 0   | 0 | 0 | 0 | 000:000 | ±0    | 0      |
| 6.                      | Spandauer Kickers           | 0   | 0 | 0 | 0 | 000:000 | ±0    | 0      |
| 7.                      | SV Empor Berlin             | 0   | 0 | 0 | 0 | 000:000 | ±0    | 0      |
| 8.                      | TSV Mariendorf 1897         | 0   | 0 | 0 | 0 | 000:000 | ±0    | 0      |
| 9.                      | Frohnauer SC                | 0   | 0 | 0 | 0 | 000:000 | ±0    | 0      |
| 10.                     | Fortuna Biesdorf            | 0   | 0 | 0 | 0 | 000:000 | ±0    | 0      |
| 11.                     | Berlin Türkspor             | 0   | 0 | 0 | 0 | 000:000 | ±0    | 0      |
| 12.                     | Berliner SC                 | 0   | 0 | 0 | 0 | 000:000 | ±0    | 0      |
| 13.                     | Polar Pinguin               | 0   | 0 | 0 | 0 | 000:000 | ±0    | 0      |
| 14.                     | SC Charlottenburg           | 0   | 0 | 0 | 0 | 000:000 | ±0    | 0      |
| 15.                     | Blau-Weiß Hohen Neuendorf   | 0   | 0 | 0 | 0 | 000:000 | ±0    | 0      |
| 16.                     | Blau-Weiß 90 (N)            | 0   | 0 | 0 | 0 | 000:000 | ±0    | 0      |
| 17.                     | TSV Rudow 1888 (N)          | 0   | 0 | 0 | 0 | 000:000 | ±0    | 0      |
| 18.                     | SSC Südwest 1947 (N)        | 0   | 0 | 0 | 0 | 000:000 | ±0    | 0      |
| Stand: Vor Saisonbeginn |                             |     |   |   |   |         |       |        |

Platzierungskriterien: 1. Punkte – 2. Tordifferenz – 3. geschossene Tore

| (A) | Absteiger aus der Oberliga Nordost 2024/25   |
| (N) | Aufsteiger aus der Landesliga Berlin 2024/25 |